# ألف السلب
ألِفُ السلبِ أو الإزالةِ في اللغة العربية هي ألف مهموزة تدخل على بعض الأفعال فتغير معناها إلى ضده وتفيد السلب أو الإزالة.

## أمثلة
- أعجم الكتاب: أي أزال عجمته أو بمعنى ترجمه أو شرحه.
- أصرخه: أي أزال صراخه بمعنى أنجده.
- كما في قول الله عز و جل: ﴿إِنَّ السَّاعَةَ آتِيَةٌ أَكَادُ أُخْفِيهَا لِتُجْزَى كُلُّ نَفْسٍ بِمَا تَسْعَى ۝١٥﴾ [طه:15]، حيث هنا أخفيها بمعنى ألغي خفاءها أو أظهرها و دل السياق هنا على ألف الإزالة فإن الساعة خفية في هذا الوقت.
- أشفَى زال شفاؤه — لازم.
- أعجَمَ أزال عُجمته — متعدٍ.